# Nagyvejke
Nagyvejke là một thị trấn thuộc hạt Tolna, Hungary. Thị trấn này có diện tích 7,77 km², dân số năm 2010 là 156 người, mật độ 20 người/km².